# Verholissea, Koriukivka
Verholissea (în ucraineană Верхолісся) este un sat în comuna Oleksandrivka din raionul Koriukivka, regiunea Cernihiv, Ucraina.

## Demografie
Componența lingvistică a localității Verholissea
     Ucraineană (97,92%)
     Rusă (2,08%)
Conform recensământului din 2001, majoritatea populației localității Verholissea era vorbitoare de ucraineană (97,92%), existând în minoritate și vorbitori de rusă (2,08%).